# パキスタン国際航空8303便墜落事故
パキスタン国際航空8303便墜落事故は、2020年5月22日に発生した航空事故である。パキスタン・ラホールのアッラーマ・イクバール国際空港から同国カラチのジンナー国際空港へ向かっていたパキスタン国際航空8303便（エアバスA320）がジンナー国際空港から1km手前の住宅地に墜落した。2人の乗客が生存したが、97人が死亡し、後に重傷だった墜落地の住民1人も死亡したため合計で死者98人となった。

## 飛行の詳細

### 事故機

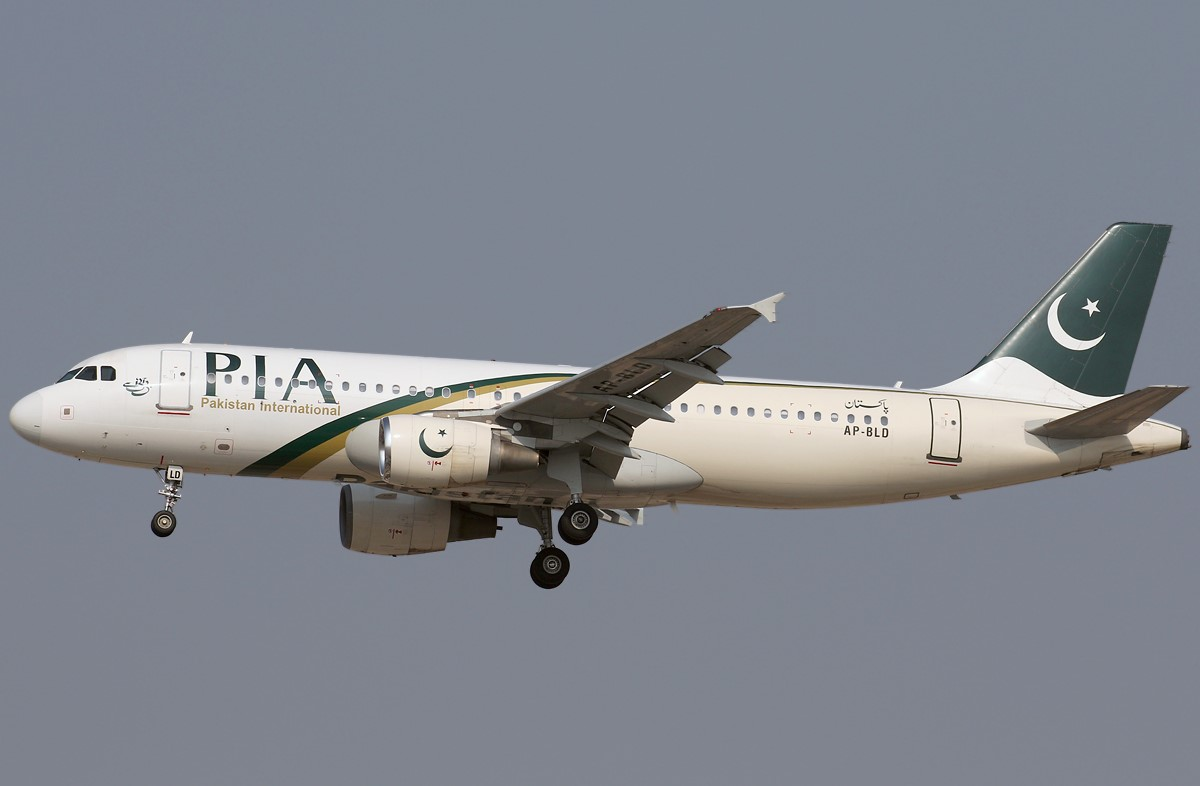
2017年に撮影された事故機

事故機のエアバスA320-214は2004年に製造され、2014年まで中国東方航空でB-6017として使用された。その後、2014年10月31日からGEキャピタル・アビエーション・サービスがパキスタン国際航空にドライリースをしており、AP-BLDとして使用されていた。搭載されていたのはCFMインターナショナル CFM56-5B4 /Pジェットエンジンだった。パキスタン国際航空のエンジニア部門によれば、直近の検査は3月21日に行われていた。エアバスによれば、総飛行時間は47,100時間ほどだった。

### 乗員乗客
| 国籍           | 乗客 | 乗員 | 合計 |
| -------------- | ---- | ---- | ---- |
| パキスタン     | 90   | 8    | 98   |
| アメリカ合衆国 | 1    | 0    | 1    |
| 合計           | 91   | 8    | 99   |

機長はサジャード・グル (Sajjad Gul) 58歳、総飛行時間は17,252時間で、A320には4,783時間乗務していた。副操縦士はウスマン・アザム (Usman Azam) 33歳、総飛行時間は2,291時間で、A320には1,504時間乗務していた。
パキスタン国際航空によれば、搭乗していた乗客は51人の男性と31人の女性、9人の子供だった。
2名の生存者のうち1名はパンジャブ銀行のジャファル・マスード頭取だった。犠牲者の中にはパキスタン陸軍将校5人と空軍将校1人が含まれ、ファッションモデルで女優のザラ・アビドも死亡した。また墜落に巻き込まれ火傷で重体だった住民の一人だった10代の女性も、事故から10日後に入院先の病院で死亡した。

## 事故の経緯
8303便は現地時間13時08分にアッラーマ・イクバール国際空港を離陸し、14時45分頃にジンナー国際空港へ到着する予定だった。操縦は機長が担当していた。飛行中、パイロット達はコロナウイルスの話に夢中になっており、標準的なコールアウトなどを行っていなかった。空港への接近中、カラチ進入管制は滑走路25LへのILS進入を許可し、滑走路から約28km離れたウェイポイントMAKLIへ到達する前に3,000フィート (910 m)までの降下を許可した。しかし、8303便はMAKLIを9,780フィート (2,980 m)という通常よりも遥かに高い高度で通過した。パイロットは通常の進入経路に戻すため自動操縦を解除し、スピードブレーキを展開させた。滑走路から20km地点を7,221フィート (2,201 m)で通過中にパイロットは着陸装置を降ろした。管制官は8303便に高度の問題についてアドバイスを行ったが、パイロットらは不安定な進入を続けることを管制官に伝え、8303便は急降下を開始した。このときに機長は副操縦士に対して「彼は私たちがしたことに驚くだろう」と発言している。
管制に対して進入の続行を伝えた8303便だが、管制はそれを許可せず180度左旋回することを指示。それに対しても8303便のパイロットは進入の続行をすることを伝えた。また、このときに飛行高度を3,500フィートと伝えたが、実際の高度は3,900フィートであった。この進入続行を伝える旨についても管制は許可せず、再度180度左旋回することを指示したが、8303便はこの指示を無視し、ILS 25Lへのアプローチを報告した。滑走路まで約10kmの地点での速度は242ノット (448 km/h)・降下率は毎分7,400フィートとなっていた。このときにフラップを1に入力していたが、フラップの展開が可能な速度を超過していた。機首下げ角度が13度を超える異常姿勢であったため、自動操縦は自動で解除され、手動操縦での進入が継続された。自動操縦の解除から5秒後、GPWSの降下率と機首上げの警報音が作動、副操縦士が機首上げ操作を行い、降下率は毎分2,000フィートに緩和された。また、高度1,740フィート (530 m)で通過しているときに、パイロットは着陸装置とスピードブレーキを無言で格納した。高度500フィート (150 m)付近での速度は220ノット (410 km/h)という高速で、標準的な着陸時の速度である135ノット (250 km/h)を大きく超過してしていた。また、降下率は毎分1,800フィートで、標準的な着陸時の降下率である700フィートの2倍以上の割合で降下していた。そのため、着陸装置の警報に加えて速度超過警報や対地接近警報装置などの複数の警報が作動したが、パイロットはこれらも無視した。
管制官は滑走路25Lへの着陸を許可、速度超過状態のままフラップを1から3に入力したため、Master Warningが点灯した。副操縦士は機長に着陸復行を提案したが、進入を継続した。8303便は着陸装置が格納されていたために滑走路25Lへ胴体着陸し、両エンジンが滑走路に接触した。接触後、逆推力装置の展開の入力が行われたが、機体が着陸を認識できなかったため作動しなかった。機体は160ノット (300 km/h)まで減速していたが、副操縦士は機長に着陸復行を指示。
14時35分、パイロットは管制官に着陸復行を行うと言い、滑走路25LへのILS進入を要求した。管制官は左に旋回し2,000フィート (610 m)まで上昇するよう指示した。その4分後、パイロットはメーデーを宣言した。胴体着陸で両エンジンが損傷し、第一エンジンが停止、第二エンジンがアイドル状態となり、ラムエア・タービンが展開した。その後着陸装置を展開し、14時45分、8303便は滑走路手前の住宅地に機首を上げた状態で墜落した。事故当時8303便は着陸まで1分の位置を飛行していた。墜落現場は空港から約1km地点のモデル・コロニー付近だった。機体は複数の建物に衝突し、複数の火災が発生した。
パイロットが報告した技術的な問題については着陸装置の故障、またはエンジンの故障と見られている。管制官は滑走路25Rと25Lのどちらも使用可能と伝えた。パキスタン国際航空の代表者によればパイロットは着陸を行う代わりに着陸復行を行った。メーデーを宣言した12秒後、パイロットは「引き返しているところです、エンジンを失いました（we are returning back, sir, we have lost engines）」と管制官に伝えた。生存者は「滑走路に触れたのを感じたが、すぐに高度が上がった。2度目の着陸アナウンスがあった2、3分後に墜落した」と証言した。
現場付近の通りが狭かったため救助活動が妨げられた。軍統合広報局は現場には特殊部隊がおり、パキスタン軍とパキスタン・レンジャーズによって防疫線が張られたと述べた。地上の目撃者によれば機体は墜落する前にセル・サイトに衝突した。

## 事故調査
エアバスとフランス航空事故調査局（BEA）は調査への支援を行うと発表、2020年5月25日〜26日にパリより調査チームが訪パし、事故現場の状況確認を行った。事故機がCFM56エンジンを搭載していたため、国家運輸安全委員会 (NTSB) も調査を支援すると発表した。フライトデータレコーダー（FDR）とコックピットボイスレコーダー（CVR）は現場から回収された。
パキスタン民間航空局（CAA）の関係者によれば、機体が着陸降下を開始したとき、着陸装置に問題が発生した。8303便が最初に着陸を試みたとき、着陸装置は格納されたままだった。滑走路に残されたマークから、機体が滑走路に接触したこと判明した。マークによれば、滑走路端から4,500フィート (1,400 m)地点で左エンジンが、5,500フィート (1,700 m)地点で右エンジンが滑走路に接触していた。このことから、接触によりエンジンが破損し、2度目の着陸進入中にエンジンが停止したと推定された。また、地上の目撃者は8303便が2度目の進入を行っている際にラムエア・タービンが稼働しているように見えたと証言した。
CAAは予備調査の報告を行った。パイロットが最初に着陸を試みたとき、エンジンが3度滑走路に接触しており、燃料タンクまたは燃料パイプに損傷を与えた可能性があると述べた。
航空大臣が公表した中間調査では、機長と副操縦士がコロナ禍に関する私語で集中力を欠いており、管制官も着陸時の車輪の不備に気付かずエンジン損傷をパイロットに伝えなかった等、人的ミスが重なったことが原因だと指摘した。
2020年6月24日、CAAは事故の予備報告書を公表した。報告書ではパイロットと管制官の両方に問題があったと述べられた。また、機長は「自信過剰」だったと報告された。着陸進入で8303便は、通常よりも高い位置を飛行していた。パイロットは機体を通常の経路に戻すため自動操縦を解除し、手動で降下率を調整した。機体は一時的に毎分7,000フィート (2,100 m)以上という高い降下率で降下していた。また、7,200フィート (2,200 m)で着陸装置が下ろされたが、進入中に格納された。そのため、8303便は滑走路に胴体着陸した。胴体着陸した瞬間はCCTVのカメラによって撮影されており、エンジンと滑走路が接触して火花を上げる様子も捉えられていた。
CVRやFDRの記録によれば、最初の着陸進入時にはGPWSの速度超過や着陸装置などの複数の警報が作動したが、パイロットはすべて無視した。

## 事故後
シンド州保健大臣は緊急事態を宣言し、イムラン・カーン首相はカラチの病院に利用可能な設備をすべて現場に投入するよう命じた。初期段階では具体的な死傷者は報告されなかったが、アリフ・アルヴィ大統領は追悼の意を示した。
パキスタンでは新型コロナウイルス感染症の流行状況を受けて、国際線の運航が自粛されており、再開されたのは事故の数日前である5月16日のことだった。5月22日はラマダンの終了を祝うイド・アル＝フィトルだったため、多くの人々が親の実家へ里帰りする途中だった。また、新型コロナウイルスの感染拡大により、パキスタンの医療施設は圧迫されていた。
また、国内で頻発する航空機事故を受け、操縦士を調査したところ、現役パイロットの約40％が、替え玉受験などで免許を不正取得していたことが発覚し、パキスタン航空業界の構造的な問題も明るみに出た。また詳細な調査から、パキスタン国内のパイロット860人中262人が、資格を不正に獲得した可能性が発覚した。このうち28人については、実際に不正な方法で資格を獲得していたことが判明しており、航空当局の職員数人も不正に関与していた疑いがある。PIAのパイロット434人中150人も、不正な資格を取得していた疑いがあり、これらのパイロットは飛行禁止となった。
パキスタン国際航空は4年前にも661便墜落事故を引き起こしており、立て続けに重大事故を起こした上にパイロット資格をめぐる不正も重大視され、欧州航空安全機関は2020年6月24日にPIAの欧州連合内乗り入れを6ヶ月間禁止すると決定した。更に7月9日にはアメリカ合衆国航空当局がPIAのアメリカ乗り入れを禁止している。